# Константин Кретиус
Константин Кретиус (на немски: Konstantin Cretius, роден като Константин Йохан Франц Кретиус, на немски: Konstantin Johann Franz Cretius) е немски жанров, исторически и портретен живописец, както и професор и редовен член на Берлинската академия на изкуствата.

## Биография
Константин Кретиус е роден на 6 януари 1814 г. в град Бжег в Кралство Прусия.
Като дете е покосен от тежка болест, но същевременно оцветява картини и именно това занимание събужда в него влечение към изкуството.
През 1833 г. успява да постъпи в Берлинската академия на изкуствата, където се обучава при Карл Вилхелм Вах и през 1836 г. излага първите си две самостоятелни картини: „Рицарят и неговата любима“ и „Ричард Лъвското сърце“.
През 1838 г. получава Великата държавна награда на Пруската академия на изкуствата и през септември същата година се отправя на тригодишно пътешествие в Югоизточна Европа, за да се запознае с този регион.
След като създава няколко платна на романтична тематика, е удостоен със стипендия заради творбата си Скръбта на Яков по сина му Йосиф, благодарение на която осъществява пътуване през Брюксел и Париж до Италия, където посещава старинния Палермо.  През 1842 г. създава в Рим прекрасни жанрови картини на тема местния бит, като Аве Мария, Италиански просяци и Един лекар в Рим.
Завръщайки се в Берлин, изписва Възкресение Христово , изображение на олтар в град Фрайщад в родната му Силезия и рисува исторически, жанрови и сакрални сюжети, като например Людовик XIV и племенницата на кардинал Мазарини Мария Манчини, играейки шах. През 1846 г. пруският крал Фридрих Вилхелм IV го изпраща в Константинопол при двора на османския султан Абдул Меджид I, където нарисува портрет на последния и е награден от него с Орден на славата на Османската империя.
И впоследствие Кретиус създава жанрова живопис с италиански и исторически сюжети, отличаваща се с благородство и простота на композициите и колорит. Творецът се справя подобаващо и с задачата да изпише замъка на Ордена на хоспиталиерите в Зоненбург или днешния полски град Слонск.

## Семейство
Константин Кретиус се жени в Берлин за Йохана Круземан (1826 – 1878). От този брак се раждат две деца, като първото от тях на име Рихард фон Кретиус по-късно става генерал-лейтенант от пруската армия и на 13 април 1874 г. сключва брак с Мари Крюземан (1854 – 1915) и на 2 април 1901 г. получава пруска наследствена благородническа титла. 